# Présumé coupable (film, 1992)
Pour les articles homonymes, voir Présumé Coupable.
Pour plus de détails, voir Fiche technique et Distribution.
Présumé coupable (All-American Murder) est un film américain réalisé par Anson Williams, sorti en 1992 directement en vidéo.

## Synopsis
Artie Logan, étudiant à l'université d'État de l'Oklahoma, rencontre la belle Tally Fuller et obtient un rendez-vous avec elle. Mais la jeune fille est brutalement assassinée cette nuit-là et Artie est arrêté par la police. Malgré les protestations de ses collègues, l'inspecteur P.J. Decker croit en l'innocence d'Artie et libère le jeune homme, lui donnant 24 heures pour découvrir le véritable assassin. Les meurtres continuent néanmoins à se succéder rapidement.

## Fiche technique
- Réalisation : Anson Williams
- Scénario : Barry Sandler
- Photographie : Geoffrey Schaaf
- Montage : Jonas Thaler
- Musique : Rod Slane
- Pays d'origine :  États-Unis
- Langue originale : anglais
- Genre : Thriller
- Durée : 94 minutes
- Dates de sortie : 
  -  États-Unis : décembre 1992 (direct-to-video)

## Distribution
- Charlie Schlatter (VF : William Coryn) : Artie Logan
- Christopher Walken (VF : Richard Darbois) : P.J. Decker
- Josie Bissett : Tally Fuller
- Richard Kind (VF : Marc Alfos) : Lou Alonzo
- Woody Watson (VF : Jean-Claude Robbe) : Frank Harley
- Joanna Cassidy : Erica Darby
- Mitchell Anderson : Doug Sawyer
- Amy Davis : Wendy Stern
- J. C. Quinn : Harry Forbes
- Craig Stout : Dean Darby
- Angie Brown : Laurie Grant
- Kimberly Scott : la meneuse des pom pom girls